# Витебский железнодорожный вокзал
Железнодорожный вокзал станции Витебск расположен в одноименном городе на Привокзальной площади. Адрес — улица Космонавтов, 8.

## История
Первое здание Витебского вокзала было построено в 1866 году — каменное, трехэтажное, с закрытым пешеходным мостом через пассажирские платформы. В 1912 году станцию расширили за счет одноэтажного здания. На первом этаже были залы для пассажиров I, II, III классов, телеграф и почта. На верхних этажах располагались офисы и жилые помещения.

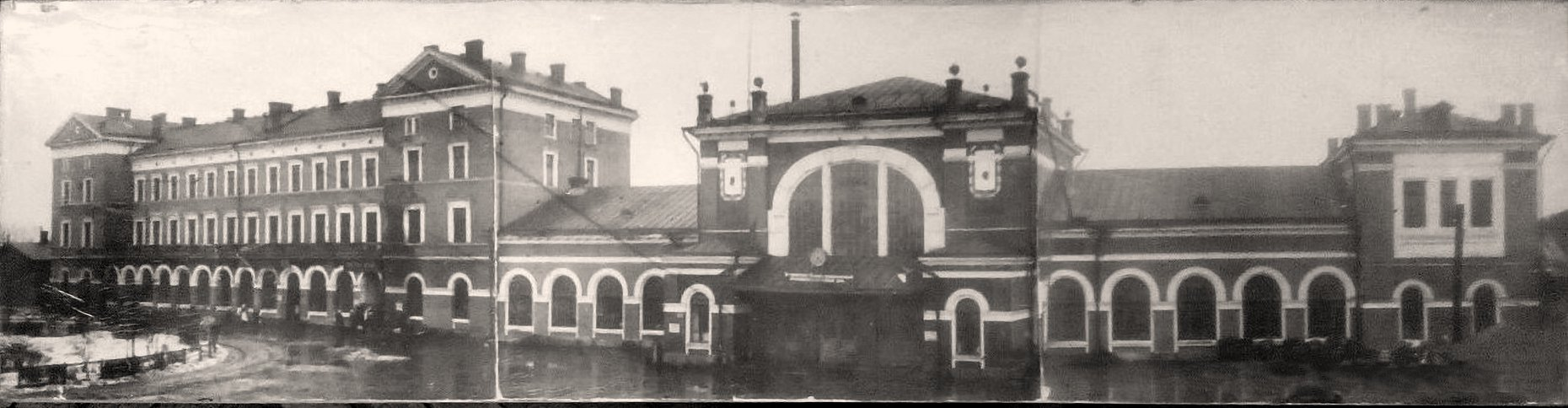
Панорама старого здания вокзала (1930-е гг.)

В годы Великой Отечественной войны старое здание вокзала было полностью разрушено. Современный вокзал был построен в 1952 году.
На здании установлены две мемориальные доски: в 1965 году в память выступления Михаила Ивановича Калинина на митинге железнодорожников 12 июня 1919 года и в 1966 году в честь 100-летия Витебского железнодорожного узла.
В конце 2009 года началась реконструкция здания вокзала, завершившаяся в июле 2010 года.

## Архитектура
Нынешнее здание вокзала построено в 1952 году. Архитектор — Борис Мезенцев. Двухэтажное здание в стиле советского неоклассицизма. Он состоит из прямоугольного центрального и двух боковых объёмов. Главный фасад центрального здания отличается тремя широкими арочными оконными проемами и украшен коринфскими колоннами, лепными прямоугольными нишами, барельефами. Посередине главного фасада установлены часы.

Вокзал до реконструкции, 2009 год
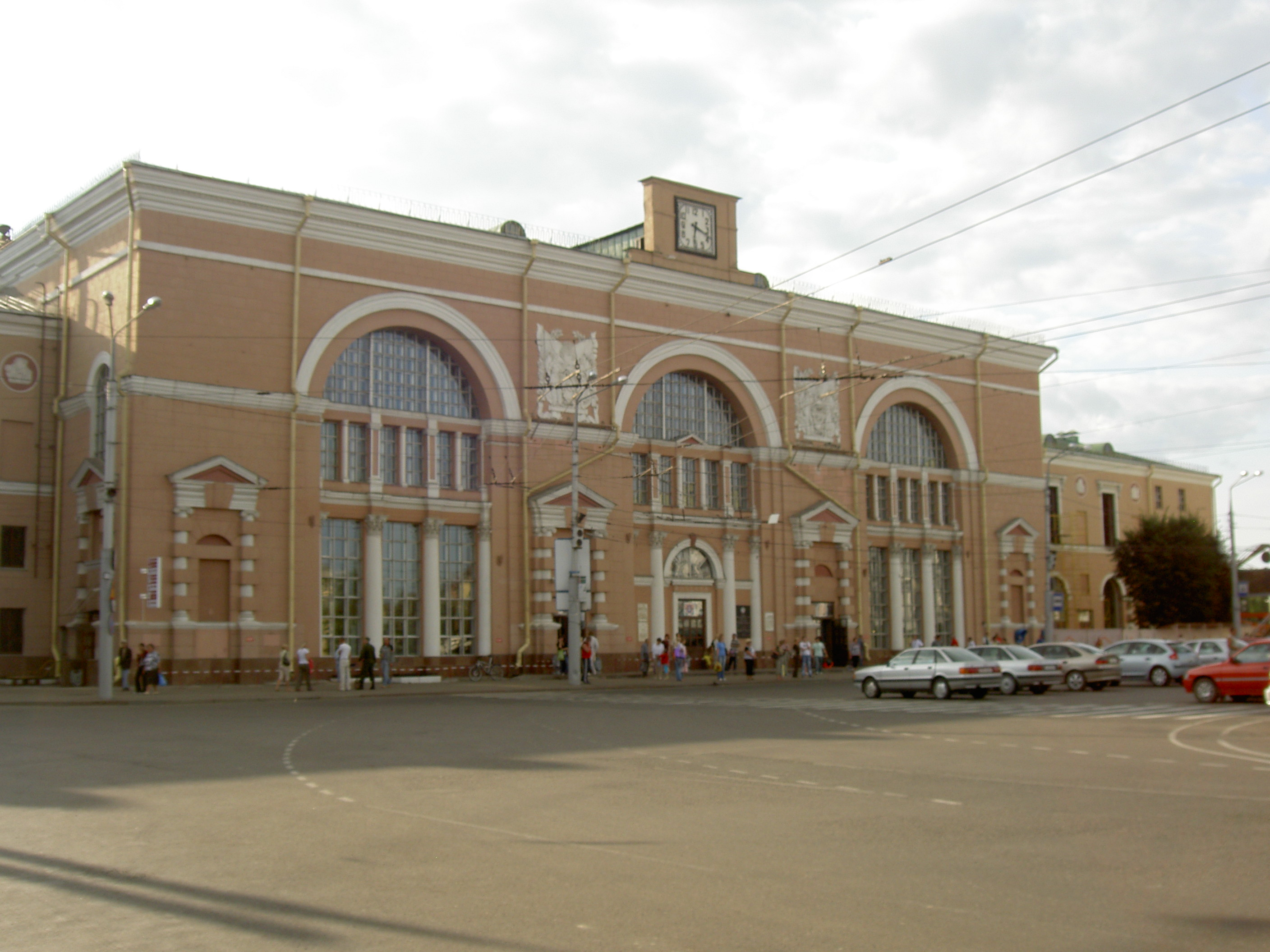
со стороны города
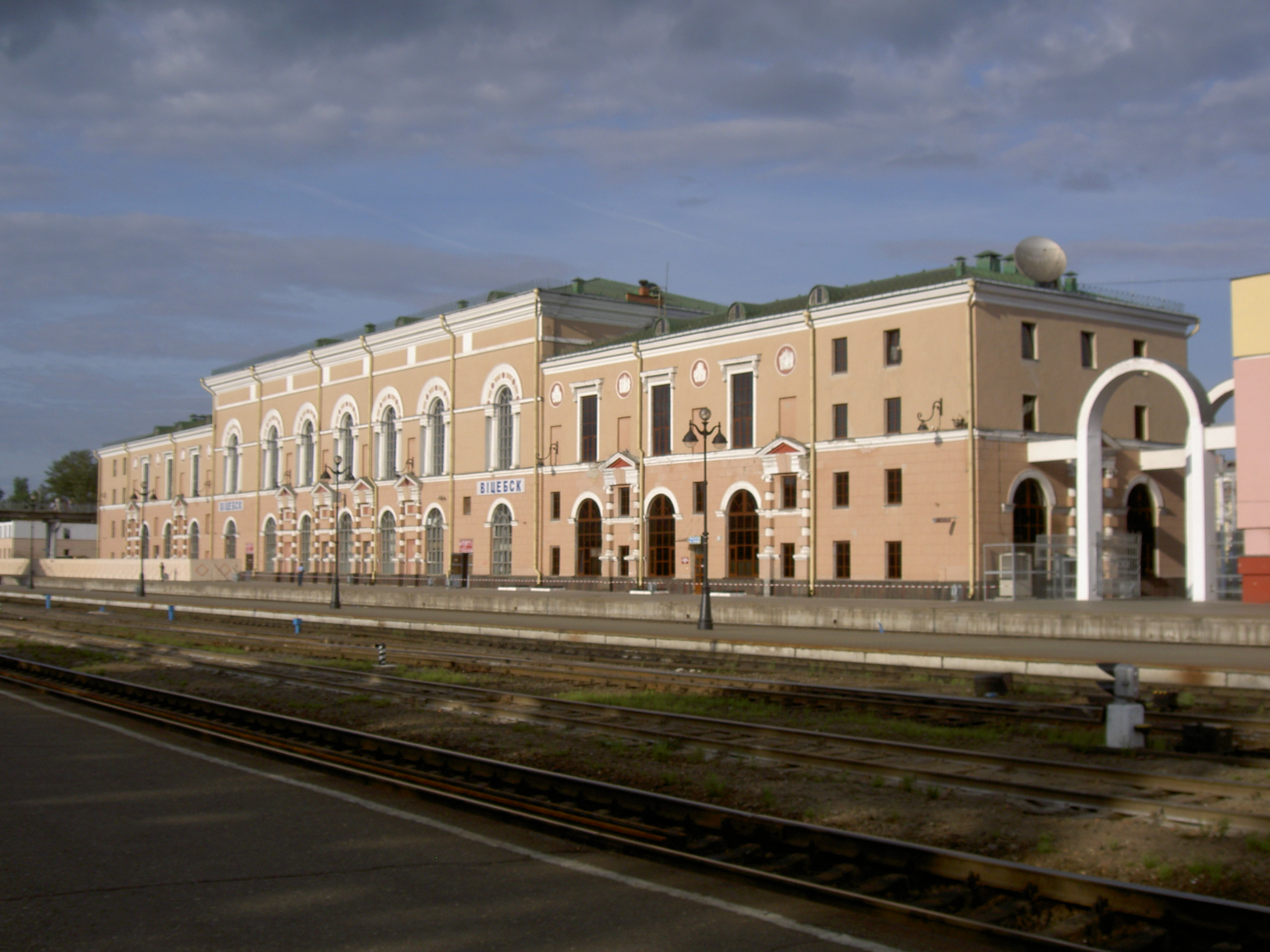
со стороны железнодорожных путей

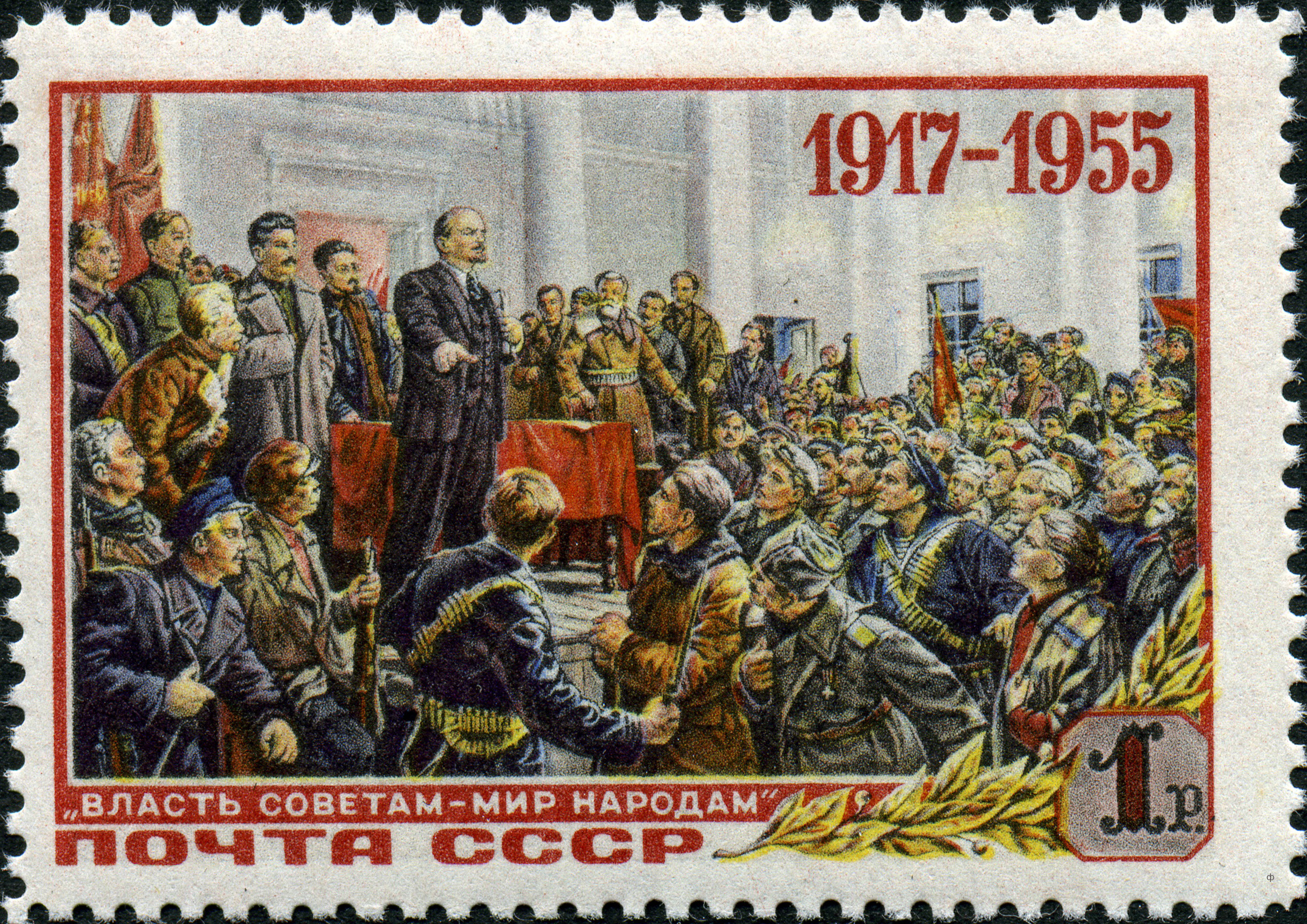
Почтовая марка СССР с изображением картины «Власть Советам — мир народам».

Интерьер оформлен мрамором, лепными деталями, розетками на потолке и массивными люстрами. В советское время висел большой холст, на котором была репродукция картины «Власть Советам — мир народам». В 90-е его разобрали, сейчас висит в холле здания УП «Витебскжилпроект» (ул. Правды, 38).

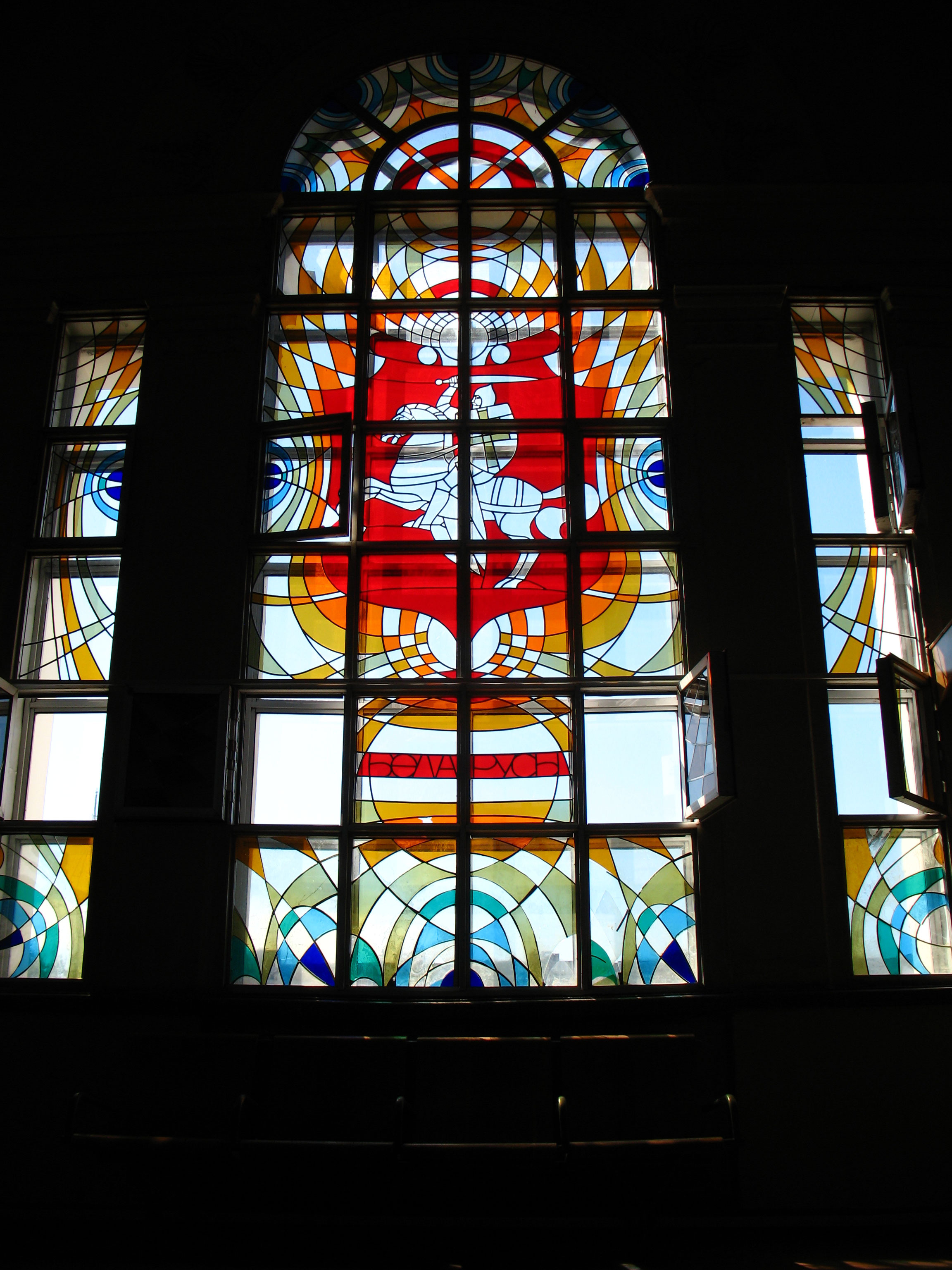
Витраж в центральном окне

В марте 1992 года на втором этаже, в зале ожидания, в высоких окнах установили витражи. Автор — художник-график Викентий Ральцевич. В центральном окне помещалось изображение герба «Погоня», под которым на бело-красно-белом фоне располагалась надпись «Беларусь». С обеих сторон были изображения гербов шести областных городов страны. При реконструкции 2009—2010 годов вместо витражей было установлено стандартное тонированное зеркальное стекло.
В 2009—2010 годах в здании вокзала была проведена реконструкция, в ходе которой были обновлены интерьер и экстерьер. Цвет фасада изменился с розового на бело-желтый, а на карнизе здания нанесены надписи на белорусском языке: со стороны города — «ВАКЗАЛ», со стороны железных дорог — «ВІЦЕБСК»; в тёмное время суток буквы надписей светятся. Деревянные окна заменили стеклопакетами.
В интерьере появились новые люстры и электронные информационные табло, установлены два лифта с панорамными кабинами. На первом этаже в центральной части вокзала расположены 7 междугородних билетных касс и справочная служба. Также на первом этаже расположены магазины, киоски, кафе, складские помещения, медпункт, помещение для сотрудников ГАИ. На втором этаже два зала ожидания. Один из них — транзитный, где также есть ресторан, аптека, банк, салон оператора. Второй зал ожидания оплачивается пассажирам поездов дальнего следования. В платном зале находится 5D-развлекательный кинотеатр. На посадочных платформах сооружены светопроницаемые навесы, а пешеходный мост сделан крытым.

Вокзал после реконструкции
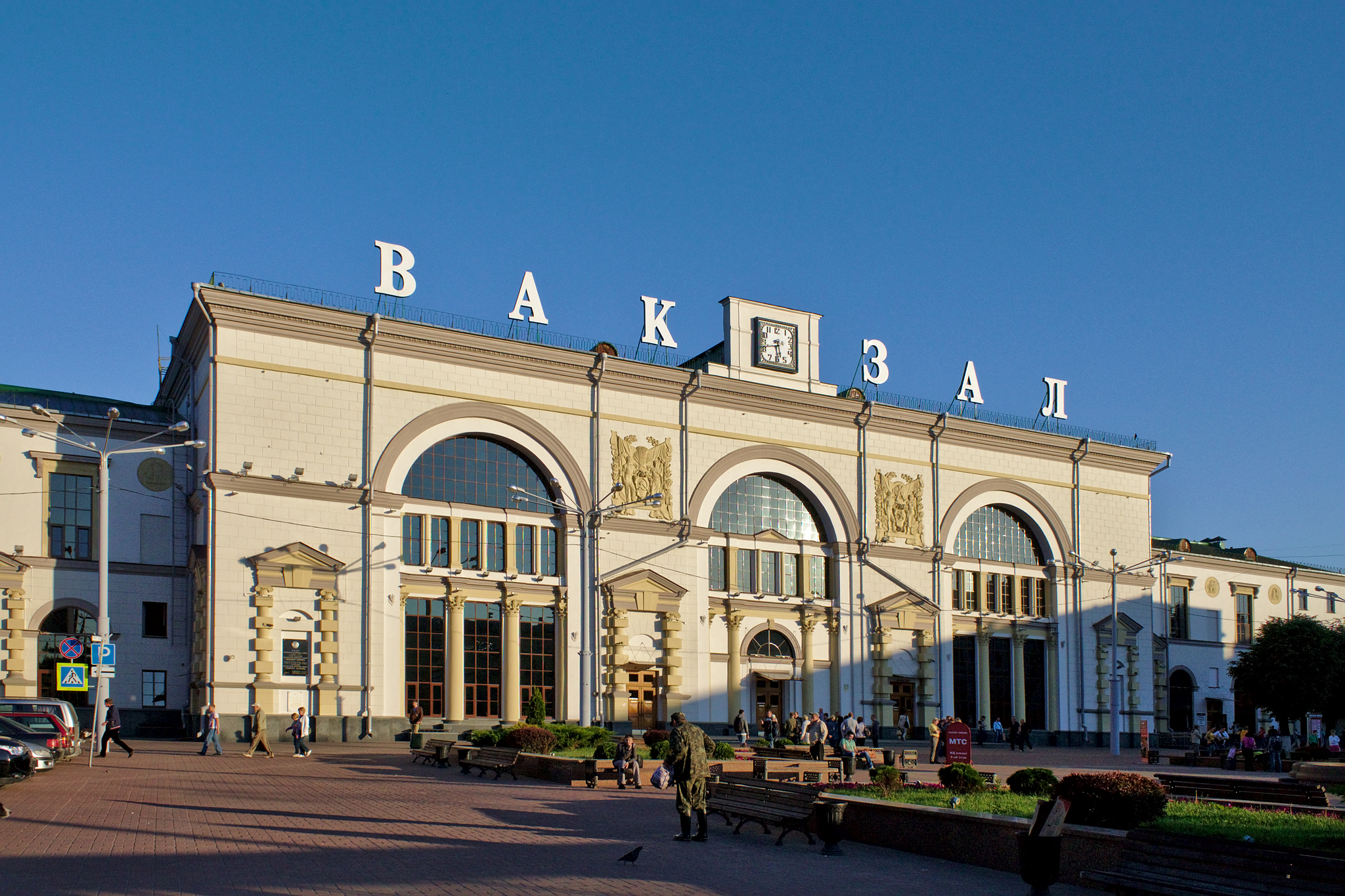
со стороны города
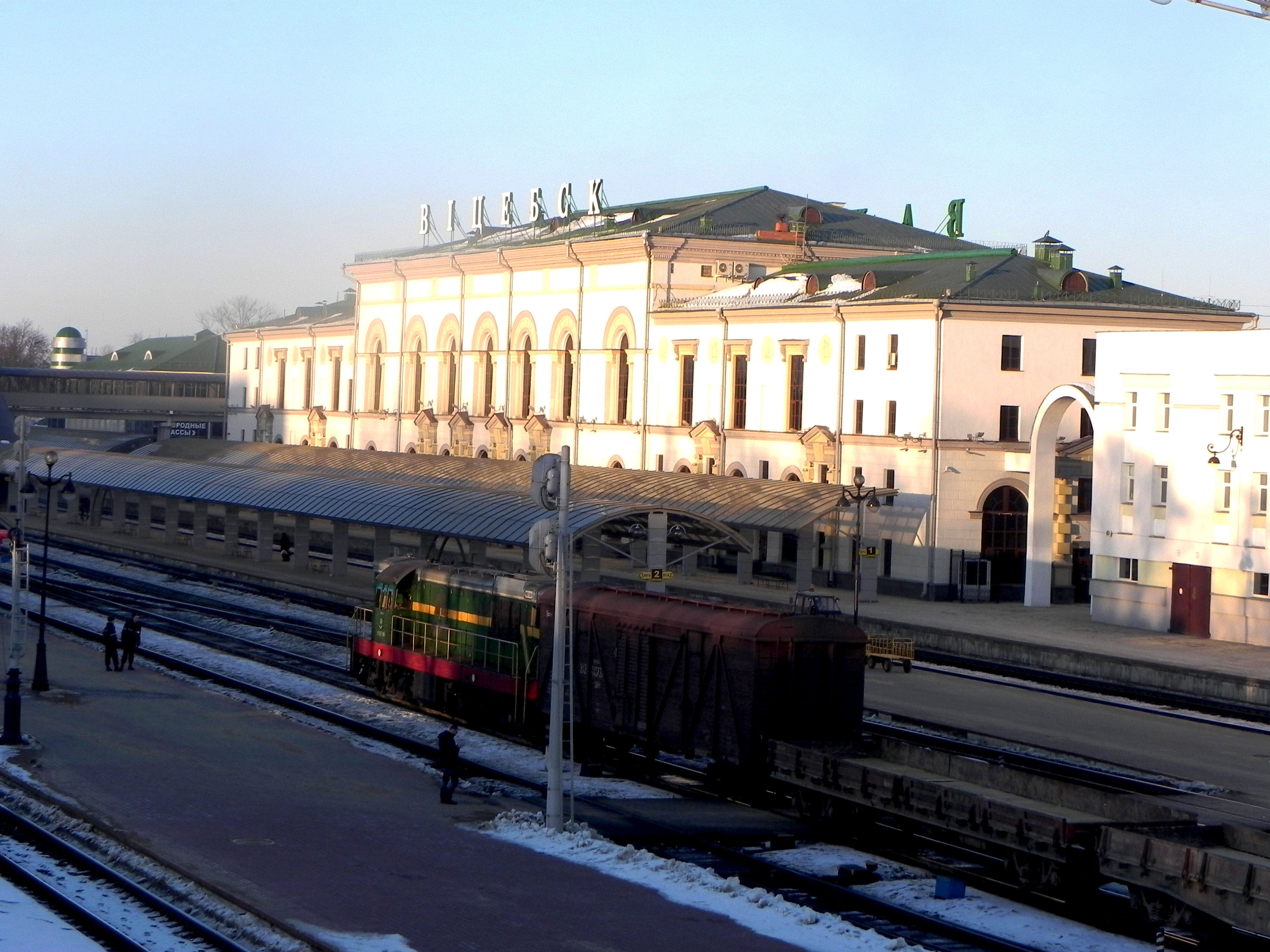
со стороны железнодорожных путей